# قلعة عربية الرومانية
قلعة عربية الرومانية، أو قلعة أربيا، كانت قلعة رومانية في مدينة ساوث شيلدز في إنجلترا. ويعني اسمها قلعة الجنود العرب، ولم يبق منها الآن إلا أساستها التي تمت إعادة تركيبها بشكل جزئي. تم التنقيب بموقعها واكتشافها بالعقد السادس من القرن التاسع عشر، وأزيلت المباني الحديثة من الموقع بالسبعينيات من القرن الماضي.

## سبب التسمية
بعد أن سيطرت الدولة الرومانية على بلاد الرافدين، استخدمت بعضاً من سكانها جنوداً لديها، ونقلت مجموعة من البحارة العرب  من نهر دجلة في القرن الثالث الميلادي للعمل كجنود في القلعة. وينقل الكاتب وارويك بول  وكذلك كندي بأن لفظة Arbeia الإنجليزية هي تحريف بسيط للفظة العربية، وهي الاسم الإنجليزي واللاتيني من قبل للجزيرة العربية. بينما يضيف برلي  بأن من مهام الجنود تشغيل المنارة البحرية. وأستمر عمل الوحدة العسكرية العربية في القلعة إلى أن غادر الرومان الجزر البريطانية بالقرن الخامس.

## الموقع
تقع القلعة على سور هادريان، وهو جدار أنشأ لحماية المستعمرة الرومانية في إنجلترا من هجمات القبائل القادمة من أسكتلندا. وإن كان الموقع نفسه قد أستخدم من قبل كموقع عسكري، إلا أن البناء نفسه يحوي بيتاً إلى قائد مجموعة الجنود العرب الذي أراد إظهار نفسه مواطناً، حسب التعريف الروماني للمواطنة، وأراد تعمير بناء بتدفئة لإختلاف المناخ في المقام الجديد. بينما يذكر الكاتب وارويك بول بأن المنطقة نفسها قد أستوطنتها جماعات أستحضرها الرومان منذ القرن الثاني منهم برعته التدمري زوج البريطانية رجينا وهي من قبيلة كاتافالوني السلتية الذي نعاها بشاهد قبر كُتب بالاتينية والآرامية وتم إكتشافه بسنة 1878 على مقربة من موقع القلعة.